# 1975-ös sakkvilágbajnokság
Az 1975-ös sakkvilágbajnokság versenysorozata zónaversenyekből, két zónaközi versenyből, a világbajnokjelöltek párosmérkőzéses rendszerű egyenes kieséses versenyéből és a világbajnoki döntőből állt. A világbajnoki cím a regnáló világbajnok Bobby Fischer, és a világbajnokjelöltek versenyén győzedelmeskedő, Anatolij Karpov között dőlt el volna el. Fischer azonban olyan követelményeket támasztott a párosmérkőzéssel szemben, amit a Nemzetközi Sakkszövetség (FIDE) csak részben fogadott el. Fischer a feltételekbe nem egyezett bele, ezért a FIDE megvonta tőle a világbajnoki címet, és azt 1975. április 3-án játék nélkül a kihívó Karpov kapta.

## Előzmények
A világbajnoki címet az előző, 1972-es sakkvilágbajnokságon, az évszázad sakkmérkőzésének is nevezett világbajnoki döntőben Bobby Fischer szerezte meg, miután 12,5–8,5 arányban győzött Borisz Szpasszkij ellen.

### Zónaversenyek
Az 1972/77-ös sakkvilágbajnoki ciklusban 10 zónaversenyre került sor.
1. zónaCaorle (Olaszország)
1972. júliusban az olaszországi Caorléban rendezték az „Európai 1. zóna” versenyét, amelyet holtversenyben két jugoszláv nagymester, Ljubojević és Ivkov nyert meg. A harmadik helyen a magyar Forintos Győző végzett, de csak az első két helyezett jutott tovább a zónaközi versenyre.
2. zónaHelsinki (Finnország)
A második európai zóna versenyét 1972-ben Helsinkiben rendezték. Az első helyet a bolgár Radulov szerezte meg, a 2. helyen végzett román Gheorghiu előtt. Ők ketten kvalifikálták magukat a zónaközi versenyre. A magyar Ribli Zoltán csak a 4–5. helyen végzett, ezzel elesett a továbbjutástól.
3. zónaVrnjačka Banja (Jugoszlávia)
A harmadik európai zóna versenyére 1972-ben a szerbiai Vrnjacka Banján került sor. Az első helyet a jugoszláv Rukavina szerezte meg, a 2. helyen a csehszlovák Smejkal végzett.  Ők ketten jutottak tovább. A magyar Csom István csak az 5., Adorján András a 8. helyen végzett, így nem sikerült kiharcolniuk a továbbjutást.
4. zónaBaku, szovjet bajnokság
Az 1972. november–decemberben rendezett 40. szovjet sakkbajnokság egyben zónaversenynek is számított. Ebből a zónából négy versenyző juthatott tovább a zónaközi versenyre. Az 1. helyet Mihail Tal szerezte meg Vlagyimir Tukmakov előtt, a 3–5. helyen holtverseny alakult ki Kuzmin, Szavon és Muhin között. A rájátszás során mindannyian azonos pontot szereztek, ezért az alapverseny Sonneborn–Berger-számítása döntött Kuzmin és Szavon javára. Ebből a zónából négyen juthattak tovább. Hozzájuk csatlakozhatott még Jefim Geller, Viktor Korcsnoj és Tajmanov az előző világbajnokjelölti verseny résztvevői, valamint Anatolij Karpov az 1969-es junior sakkvilágbajnokság győztese.
5. zónaNew York, az Egyesült Államok bajnoksága
Az 1972. áprilisban rendezett 21. USA-bajnokság egyúttal a világbajnokság zónaversenyének számított, amelyről két versenyző juthatott tovább. Az élen hármas holtverseny alakult ki Byrne, Kavalek és Reshevsky között, akik kétfordulós rájátszáson döntötték el egymás közt a két kiadó hely sorsát. A rájátszást Byrne nyerte Reshevsky előtt, így ők ketten jutottak tovább.
6. zónaToronto (Kanada)
Az 1972-ben Torontóban rendezett zónaversenyről egy versenyző juthatott tovább. A győzelmet Bíyíasas szerezte meg, ezzel kvalifikálta magát a zónaközi versenyre.
7. zónaBogotá (Kolumbia)
A közép-amerikai zóna versenyére 1972-ben a kolumbiai Bogotában került sor, amelyről egy versenyző juthatott tovább a zónaközi versenyre. A győzelmet a kolumbiai Cuellar szerezte meg.
8. zónaSão Paulo (Brazília)
Az 1972. májusban rendezett dél-amerikai zónaversenyről két versenyző juthatott tovább. A győzelmet a brazil Mecking szerezte meg a mögötte holtversenyben a 2–3. helyen végzett két argentin, Panno és Quinteros előtt, akik rájátszáson döntöttek a második továbbjutó személyéről. A rájátszás eredményétől függetlenül a zónaközi versenyen végül mindketten részt vehettek Mecking mellett.
9. zónaTeherán (Irán)
A nyugat-ázsiai zóna versenyét 1972. májusban rendezték Teheránban. A zónaversenyen az izraeli Kagan végzett az élen, így ő jutott tovább a zónaközi versenyre.
10. zónaHongkong
A délkelet-Ázsiát és Óceániát magába foglaló 10. zóna versenyére Hongkongban került sor 1972. augusztusban. A versenyen a Fülöp-szigeteki Torre győzött, ezzel jogot szerzett a zónaközi versenyen való indulásra.

### Zónaközi versenyek
|    | Versenyző                 | Ország                    | Élő-p. | 1 | 2 | 3 | 4 | 5 | 6 | 7 | 8 | 9 | 10 | 11 | 12 | 13 | 14 | 15 | 16 | 17 | 18 | Pont |
| -- | ------------------------- | ------------------------- | ------ | - | - | - | - | - | - | - | - | - | -- | -- | -- | -- | -- | -- | -- | -- | -- | ---- |
| 1  | Viktor Korcsnoj           | Szovjetunió               | 2635   | - | ½ | 1 | ½ | 1 | 1 | ½ | 1 | ½ | 1  | 1  | 1  | ½  | 1  | 0  | ½  | ½  | ½  | 13½  |
| 2  | Anatolij Karpov           | Szovjetunió               | 2545   | ½ | - | ½ | 1 | ½ | ½ | 1 | ½ | 1 | ½  | 1  | ½  | 1  | 1  | 1  | 1  | 1  | 1  | 13½  |
| 3  | Robert Byrne              | Amerikai Egyesült Államok | 2570   | 0 | ½ | - | ½ | ½ | 1 | ½ | ½ | ½ | 1  | 1  | 1  | ½  | 1  | 1  | 1  | 1  | 1  | 12½  |
| 4  | Jan Smejkal               | Csehszlovákia             | 2570   | ½ | 0 | ½ | - | 0 | 0 | ½ | ½ | 1 | 1  | 0  | 1  | 1  | 1  | 1  | 1  | 1  | 1  | 11   |
| 5  | Robert Hübner             | NSZK                      | 2600   | 0 | ½ | ½ | 1 | - | 0 | ½ | 1 | 1 | ½  | ½  | 1  | ½  | 1  | ½  | ½  | 0  | 1  | 10   |
| 6  | Bent Larsen               | Dánia                     | 2620   | 0 | ½ | 0 | 1 | 1 | - | 1 | 0 | 0 | ½  | 0  | 1  | 1  | ½  | 1  | ½  | 1  | 1  | 10   |
| 7  | Gennagyij Kuzmin          | Szovjetunió               | 2565   | ½ | 0 | ½ | ½ | ½ | 0 | - | 1 | 0 | ½  | ½  | ½  | 1  | ½  | 1  | 1  | 1  | ½  | 9½   |
| 8  | Mihail Tal                | Szovjetunió               | 2655   | 0 | ½ | ½ | ½ | 0 | 1 | 0 | - | 1 | ½  | 1  | 1  | ½  | 0  | 0  | 1  | 0  | 1  | 8½   |
| 9  | Svetozar Gligorić         | Jugoszlávia               | 2595   | ½ | 0 | ½ | 0 | 0 | 1 | 1 | 0 | - | ½  | ½  | ½  | ½  | 1  | ½  | 0  | 1  | 1  | 8½   |
| 10 | Mark Tajmanov             | Szovjetunió               | 2595   | 0 | ½ | 0 | 0 | ½ | ½ | ½ | ½ | ½ | -  | ½  | 1  | ½  | ½  | 1  | ½  | 1  | ½  | 8½   |
| 11 | Miguel Quinteros          | Argentína                 | 2480   | 0 | 0 | 0 | 1 | ½ | 1 | ½ | 0 | ½ | ½  | -  | 0  | 0  | ½  | ½  | 1  | ½  | 1  | 7½   |
| 12 | Ivan Radulov              | Bulgária                  | 2510   | 0 | ½ | 0 | 0 | 0 | 0 | ½ | 0 | ½ | 0  | 1  | -  | 1  | 1  | ½  | ½  | 1  | 1  | 7½   |
| 13 | Wolfgang Uhlmann          | NDK                       | 2550   | ½ | 0 | ½ | 0 | ½ | 0 | 0 | ½ | ½ | ½  | 1  | 0  | -  | ½  | ½  | ½  | ½  | 1  | 7    |
| 14 | Eugenio Torre             | Fülöp-szigetek            | 2430   | 0 | 0 | 0 | 0 | 0 | ½ | ½ | 1 | 0 | ½  | ½  | 0  | ½  | -  | ½  | 1  | 1  | 1  | 7    |
| 15 | Josip Rukavina            | Jugoszlávia               | 2460   | 1 | 0 | 0 | 0 | ½ | 0 | 0 | 1 | ½ | 0  | ½  | ½  | ½  | ½  | -  | 0  | 1  | ½  | 6½   |
| 16 | Vlagyimir Tukmakov        | Szovjetunió               | 2560   | 0 | 0 | 0 | 0 | ½ | ½ | 0 | 0 | 1 | ½  | 0  | ½  | ½  | 0  | 1  | -  | ½  | 1  | 6    |
| 17 | Guillermo Estévez Morales | Kuba                      | 2385   | 0 | 0 | 0 | 0 | 1 | 0 | 0 | 1 | 0 | 0  | ½  | 0  | ½  | 0  | 0  | ½  | -  | 1  | 4½   |
| 18 | Miguel Cuéllar            | Kolumbia                  | 2400   | 0 | 0 | 0 | 0 | 0 | 0 | ½ | 0 | 0 | ½  | 0  | 0  | 0  | 0  | ½  | 0  | 0  | -  | 1½   |
Korcsnoj, Karpov, és Byrne jutottak tovább.
|    | Versenyző           | Ország                    | Élő-p. | 1 | 2 | 3 | 4 | 5 | 6 | 7 | 8 | 9 | 10 | 11 | 12 | 13 | 14 | 15 | 16 | 17 | 18 | Pont |
| -- | ------------------- | ------------------------- | ------ | - | - | - | - | - | - | - | - | - | -- | -- | -- | -- | -- | -- | -- | -- | -- | ---- |
| 1  | Henrique Mecking    | Brazília                  | 2575   | - | ½ | ½ | ½ | 1 | ½ | ½ | 1 | ½ | ½  | 1  | ½  | ½  | 1  | ½  | 1  | 1  | 1  | 12   |
| 2  | Jefim Geller        | Szovjetunió               | 2585   | ½ | - | ½ | ½ | ½ | 1 | ½ | ½ | ½ | 1  | ½  | ½  | 1  | 1  | 0  | 1  | 1  | 1  | 11½  |
| 3  | Lev Polugajevszkij  | Szovjetunió               | 2640   | ½ | ½ | - | 1 | ½ | ½ | ½ | ½ | ½ | ½  | ½  | 0  | 1  | 1  | 1  | 1  | 1  | 1  | 11½  |
| 4  | Portisch Lajos      | Magyarország              | 2645   | ½ | ½ | 0 | - | ½ | ½ | ½ | ½ | 1 | ½  | 1  | ½  | 1  | ½  | 1  | 1  | 1  | 1  | 11½  |
| 5  | Vaszilij Szmiszlov  | Szovjetunió               | 2600   | 0 | ½ | ½ | ½ | - | 0 | 1 | ½ | ½ | 1  | ½  | ½  | 1  | 1  | ½  | 1  | 1  | 1  | 11   |
| 6  | David Bronstejn     | Szovjetunió               | 2585   | ½ | 0 | ½ | ½ | 1 | - | 0 | ½ | ½ | 1  | 1  | 1  | ½  | 1  | ½  | 1  | 1  | 0  | 10½  |
| 7  | Vlastimil Hort      | Csehszlovákia             | 2610   | ½ | ½ | ½ | ½ | 0 | 1 | - | 1 | 0 | 0  | 1  | ½  | ½  | ½  | 1  | ½  | 1  | 1  | 10   |
| 8  | Vlagyimir Szavon    | Szovjetunió               | 2570   | 0 | ½ | ½ | ½ | ½ | ½ | 0 | - | ½ | 0  | 1  | 1  | ½  | ½  | 1  | 1  | ½  | 1  | 9½   |
| 9  | Borislav Ivkov      | Jugoszlávia               | 2535   | ½ | ½ | ½ | 0 | ½ | ½ | 1 | ½ | - | ½  | ½  | ½  | ½  | ½  | ½  | 1  | ½  | ½  | 9    |
| 10 | Ljubomir Ljubojević | Jugoszlávia               | 2570   | ½ | 0 | ½ | ½ | 0 | 0 | 1 | 1 | ½ | -  | 0  | 1  | ½  | 0  | 1  | ½  | 1  | 1  | 9    |
| 11 | Samuel Reshevsky    | Amerikai Egyesült Államok | 2575   | 0 | ½ | ½ | 0 | ½ | 0 | 0 | 0 | ½ | 1  | -  | 1  | ½  | ½  | 1  | 1  | ½  | 1  | 8½   |
| 12 | Oscar Panno         | Argentína                 | 2580   | ½ | ½ | 1 | ½ | ½ | 0 | ½ | 0 | ½ | 0  | 0  | -  | ½  | ½  | ½  | ½  | 1  | 1  | 8    |
| 13 | Paul Keres          | Szovjetunió               | 2605   | ½ | 0 | 0 | 0 | 0 | ½ | ½ | ½ | ½ | ½  | ½  | ½  | -  | ½  | ½  | 1  | 1  | 1  | 8    |
| 14 | Florin Gheorghiu    | Románia                   | 2530   | 0 | 0 | 0 | ½ | 0 | 0 | ½ | ½ | ½ | 1  | ½  | ½  | ½  | -  | 1  | ½  | ½  | 1  | 7½   |
| 15 | Peter Biyiasas      | Kanada                    | 2395   | 1 | ½ | 0 | 0 | ½ | ½ | 0 | 0 | ½ | 0  | 0  | ½  | ½  | 0  | -  | ½  | 1  | 1  | 6½   |
| 16 | Tan Lian Ann        | Szingapúr                 | 2365   | 0 | 0 | 0 | 0 | 0 | 0 | ½ | 0 | 0 | ½  | 0  | ½  | 0  | ½  | ½  | -  | ½  | 0  | 3    |
| 17 | Werner Hug          | Svédország                | 2445   | 0 | 0 | 0 | 0 | 0 | 0 | 0 | ½ | ½ | 0  | ½  | 0  | 0  | ½  | 0  | ½  | -  | ½  | 3    |
| 18 | Simon Kagan         | Izrael                    | 2405   | 0 | 0 | 0 | 0 | 0 | 1 | 0 | 0 | ½ | 0  | 0  | 0  | 0  | 0  | 0  | 1  | ½  | -  | 3    |
Mivel az élen hármas holtverseny alakult ki ezért egy rájátszás során ők hárman mérkőztek meg a két továbbjutó helyért.
|   |                                | Élő-pontszám | 1    | 2    | 3    | Összesen |
| - | ------------------------------ | ------------ | ---- | ---- | ---- | -------- |
| 1 | Portisch Lajos Magyarország    | 2650         | -    | 11½½ | ½1½½ | 5½       |
| 2 | Lev Polugajevszkij Szovjetunió | 2625         | 00½½ | -    | 110½ | 3½       |
| 3 | Jefim Geller Szovjetunió       | 2605         | ½0½½ | 001½ | -    | 3        |
Portisch és Polugajevszkij jutott a világbajnokjelöltek versenyébe.

### A világbajnokjelöltek versenye
Két exvilágbajnok is küzdött a kihívás jogáért. Borisz Szpasszkij az 1966-os, Tigran Petroszján 1969-es sakkvilágbajnokságon győzedelmeskedett.
|  |                                     |                    |                             |                                |     |                 |                                    |           |  |  |       |       |       |
|  | Negyeddöntők                        | Negyeddöntők       | Negyeddöntők                |                                |     | Elődöntők       | Elődöntők                          | Elődöntők |  |  | Döntő | Döntő | Döntő |
|  | Negyeddöntők                        | Negyeddöntők       | Negyeddöntők                |                                |     | Elődöntők       | Elődöntők                          | Elődöntők |  |  | Döntő | Döntő | Döntő |
|  | Moszkva, 1974. január–február       |                    |                             |                                |     |                 |                                    |           |  |  |       |       |       |
|  |                                     |                    |                             |                                |     |                 |                                    |           |  |  |       |       |       |
|  | Anatolij Karpov                     | Anatolij Karpov    | 5½                          |                                |     |                 |                                    |           |  |  |       |       |       |
|  | Anatolij Karpov                     | Anatolij Karpov    | 5½                          | Leningrád, 1974. április–május |     |                 |                                    |           |  |  |       |       |       |
|  | Lev Polugajevszkij                  | Lev Polugajevszkij | 2½                          |                                |     |                 |                                    |           |  |  |       |       |       |
|  | Lev Polugajevszkij                  | Lev Polugajevszkij | 2½                          |                                |     | Anatolij Karpov | Anatolij Karpov                    | 7         |  |  |       |       |       |
|  | San Juan, Puerto Rico, 1974. január |                    |                             |                                |     | Anatolij Karpov | Anatolij Karpov                    | 7         |  |  |       |       |       |
|  |                                     |                    | Borisz Szpasszkij           | Borisz Szpasszkij              | 4   |                 |                                    |           |  |  |       |       |       |
|  | Borisz Szpasszkij                   | Borisz Szpasszkij  | Borisz Szpasszkij           | Borisz Szpasszkij              | 4   | 4½              |                                    |           |  |  |       |       |       |
|  | Borisz Szpasszkij                   | Borisz Szpasszkij  |                             |                                |     | 4½              | Moszkva, 1974. szeptember–november |           |  |  |       |       |       |
|  | Robert Byrne                        | Robert Byrne       | 1½                          |                                |     |                 |                                    |           |  |  |       |       |       |
|  | Robert Byrne                        | Robert Byrne       | 1½                          |                                |     | Anatolij Karpov | Anatolij Karpov                    | 12½       |  |  |       |       |       |
|  | Augusta, Georgia, USA, 1974.        |                    |                             |                                |     | Anatolij Karpov | Anatolij Karpov                    | 12½       |  |  |       |       |       |
|  |                                     |                    | Viktor Korcsnoj             | Viktor Korcsnoj                | 11½ |                 |                                    |           |  |  |       |       |       |
|  | Viktor Korcsnoj                     | Viktor Korcsnoj    | Viktor Korcsnoj             | Viktor Korcsnoj                | 11½ | 7½              |                                    |           |  |  |       |       |       |
|  | Viktor Korcsnoj                     | Viktor Korcsnoj    | Ogyessza, 1974. április     |                                |     | 7½              |                                    |           |  |  |       |       |       |
|  | Henrique Mecking                    | Henrique Mecking   | 5½                          |                                |     |                 |                                    |           |  |  |       |       |       |
|  | Henrique Mecking                    | Henrique Mecking   | 5½                          |                                |     | Viktor Korcsnoj | Viktor Korcsnoj                    | 3½        |  |  |       |       |       |
|  | Palma de Mallorca, 1974             |                    |                             |                                |     | Viktor Korcsnoj | Viktor Korcsnoj                    | 3½        |  |  |       |       |       |
|  |                                     |                    | Tigran Petroszján (feladta) | Tigran Petroszján (feladta)    | 1½  |                 |                                    |           |  |  |       |       |       |
|  | Tigran Petroszján                   | Tigran Petroszján  | Tigran Petroszján (feladta) | Tigran Petroszján (feladta)    | 1½  | 7               |                                    |           |  |  |       |       |       |
|  | Tigran Petroszján                   | Tigran Petroszján  |                             |                                |     |                 |                                    |           |  |  |       |       |       |
|  | Portisch Lajos                      | Portisch Lajos     | 6                           |                                |     |                 |                                    |           |  |  |       |       |       |
|  | Portisch Lajos                      | Portisch Lajos     | 6                           |                                |     |                 |                                    |           |  |  |       |       |       |
|  |                                     |                    |                             |                                |     |                 |                                    |           |  |  |       |       |       |

A versenyt Anatolij Karpov nyerte, ezzel megszerezte a jogot, hogy megküzdjön Bobby Fischerrel, a regnáló világbajnokkal.

## Világbajnoki döntő
A Bobby Fischer és Anatolij Karpov közötti világbajnoki döntőre 1975. június 1-től a fülöp-szigeteki Manilában került volna sor.
Fischer az eddig szokásos 24 játszmás párosmérkőzés helyett visszatért volna a sakktörténet korábbi időszakában alkalmazott rendszerre, amely szerint az a játékos a győztes, aki először ér el 10 győzelmet a mérkőzésen. Emellett kikötései között szerepelt, hogy 9–9-es állásnál a világbajnok megőrizze címét. Kompromisszumként a Nemzetközi Sakkszövetség (FIDE) a 10 győzelemig, de legfeljebb 36 játszmáig tartó mérkőzési formát javasolta, de a 9–9-es állásnál történő címvédés lehetőségét elvetette. Fischer válaszára határidőt határoztak meg, mely időpontig Fischer nem válaszolt, így a FIDE elvette tőle a világbajnoki címet, és Karpovnak adományozta azt. Ezzel Karpov lett a sakkozás 12. világbajnoka.